# 중국민항 296편 불시착 사건
중국민항 296편 불시착 사건(中國民航二九六編不時着事件, 영어: hijacking of Civil Aviation Administration of China/CAAC Flight 296)은 1983년 5월 5일 오후 2시에 승객 96명(납치범 6명 제외), 승무원 9명을 태운 중국민용항공국(중국민항) 소속 호커 시들리 트라이덴트 2E 여객기 1대가 강원도 춘천시의 주한미군(USFK) 헬기 비행장인 캠프 페이지에 불시착한 사건을 말한다. 중화인민공화국 본토를 출발한 여객기가 대한민국에 착륙한 일은 1949년 10월 중화인민공화국의 건국 후 처음이었다. 당시 대한민국과 중화인민공화국이 미수교 상태였기 때문에 외교적, 정치적으로 엄청난 파장을 몰고 왔다. 이 사건으로 한국 전쟁 이후 대한민국과 중국 양국 정부 간에 첫 번째 공식 외교 접촉이 성사되었다.

## 사건의 전개

### 불시착
이 여객기는 1983년 5월 5일 오전 11시(한국 시각) 랴오닝성 선양시의 선양동탑공항(瀋陽東塔空港)을 떠나 상하이 훙차오 국제공항으로 가던 중이었다. 탁장인(卓章仁) 등 6명의 납치범들은 기내를 무력으로 장악하고 기수를 대한민국으로 돌릴 것을 요구하였다. 승무원이 거부 의사를 밝히자, 무장 납치범들은 총격을 가하였다. 이 총격으로 승무원 2명이 부상당한 채 강원도 춘천시 '캠프 페이지'(CAMP PAGE) 주한 미합중국 육군 항공 기지에 불시착했다. 납치범들은 주한 중화민국 대사 면담과, 중화민국으로의 정치적 망명 허용을 요청하였다. 이 때, 대한민국 정부는 요구 조건을 수용할 의사가 있다고 밝혔고, 무장납치범들은 무장을 해제했다.
이 사건의 해결을 위해 중국 정부는 기존의 소극적이고 제한적인 접촉에서 직접적인 교섭으로 전환하지 않을 수 없었으며, 이에는 한-중 직접교섭을 위한 미국과 일본의 지원과 알선이 있었다. 중화인민공화국 정부는 초기 간접교섭방법을 통해 항공기와 승무원의 송환을 협상하려 했으나, 사건 발생 3일만에 중국민용항공국장 선투(沈圖) 및 33명의 관리와 승무원이 직접 서울을 방문하여 당시 공로명 외무부차관보와 직접 협상을 벌였다.
9개 항에 걸친 외교 각서가 서명되었으며, 처음으로 "중화인민공화국"과 "대한민국"이라는 양국의 정식 국호가 사용되었다. 양국은 납치범을 대한민국 법에 의해 재판할 것과 향후 유사한 사건이 발생될 때 긴밀히 협조할 것을 합의했다.

### 서울 이동
1983년 5월 5일 밤 9시에 승객과 승무원들은 비행기에서 모두 하기하고 춘천시에서 1박을 하고 난 후, 서울로 이동했다(인질범들은 별도로 수용). 대한민국 정부는 승객과 승무원들을 일단 워커힐 호텔에 묵게 하도록 조치한 후, 여의도와 자연농원 등에 대해 관광을 제공해 주었다. 승객들은 중국민항이 별도로 보낸 보잉 707을 타고 귀국했으며, 대한민국 정부는 승객들에게 컬러 TV를 선물해 주는 등 한중 관계 개선의 지렛대 역할로 이 사건을 활용하기 위해 헌신했다. 인질범 6명은 1년간의 구속 수감 후, 추방 형식으로 중화민국으로의 정치적 망명을 허용하였다.

### 중화인민공화국과의 외교
중화인민공화국 측은 납치범들에 대해 외교합의문서에서 '형사범'이란 표현을 기록으로 남길 것을 주장했으나, 대한민국 정부 측에서 받아들이지 않았다. 김병연 당시 외무부 아주국장은 "이번 각서에서 구체적으로 양국이 국호를 정식으로 밝힌 것은 큰 역사적 의의가 있다"고 말했다.

## 사건의 영향
1983년 8월, 중화인민공화국 국적 민항기가 대한민국의 비행정보구역을 통과할 수 있도록 하는 합의가 이루어졌다. 또한, 체육, 문화, 관광 등의 비정치적인 영역에서 양국 간의 교류를 시작한 계기가 되었다. 공식 외교 접촉의 영향을 받아, 1984년 2월에 열린 데이비스컵 테니스 대회에 대한민국 선수가 최초로 참가하였다. 중화인민공화국 정부는 1984년 3월, 친척 상호 교류를 허용하였고, 이로써, 1984년 4월, 중화인민공화국 농구 선수단이 최초로 대한민국을 방문하게 되었다. 그리고 중국 선수단이 1986년 아시안 게임 및 1988년 하계 올림픽에 참가하면서 전반적인 대한민국 - 중화인민공화국 간의 관계가 호전돼 1992년 양국의 수교로 이어졌다.

## 참고
- 대한민국 측 협상 수석 대표는 당시 외무부 제1차관보였던, 공로명 전 외무장관이었다.
- 당시, 안기부 박세직 해외 담당 제2차장이 대책반장을 맡아 납치범들을 기내에서 직접 만났다.
- 이 사건의 실무 담당자 중 한 명은 당시 법무부 출입국 관리국장을 맡고 있었던, 박희태 전 국회의장이었다.[9]
- 납치범 중 일부는 망명 이후 중화민국의 생활에 적응하지 못하고 몸값을 위한 유괴, 살해죄로 사형을 선고받고 처형되었다.